# Бара (Баия)
Вижте пояснителната страница за други значения на Бара.
Бара (на португалски: Barra) е град и община в Източна Бразилия, щат Баия, мезорегион Вали Сао-Франсискано да Баия, микрорегион Бара. Според Бразилския институт по география и статистика през 2010 г. общината има 53 786 жители.
Разположен е на 406 m надморска височина на левия бряг на река Сау Франсиску, на 550 km северозападно от столицата на щата Салвадор и Атлантическия океан. Селището е основано през 1753 година, а през 1913 година става седалище на епископски диоцез.